# Tematski rječnici
Tematski rječnici su rječnici koji publici daju pregled riječi neke teme.
Primjeri tematskih rječnika su:
- Slikovni rječnici obzirom na svoju prirodu i organizaciju su višetematski rječnici, na primjer Dudenov slikovni rječnik ima 10 tematskih cjelina.
- Pravni rječnici
- Ekonomski rječnici
- Medicinski rječnici
- Tehnički rječnici